# Bibersee (Münsing)
Der Bibersee ist ein weitgehend verlandeter natürlicher See bei Münsing im oberbayerischen Landkreis Bad Tölz-Wolfratshausen. 
Wie der benachbarte Buchsee bildete sich der Bibersee aus Toteisresten nach dem Rückzug des Isar-Loisach-Gletschers.